# Даиров, Гапуролла
Гапуролла Даиров (15.04.1932 — 28.05.2018) — педагог, учёный, общественный деятель, доктор наук, профессор, «Отличник высшего образования СССР», «Почетный работник образования Республики Казахстан»

## Биография
Родился 15 апреля 1932 года в селе Манаш Исатайского района Атырауской области.
Учился в школе имени Андреева, в 1944—1948 годах окончил 9-й класс школы имени К. Маркса в селе Жамбыл Новобогатского района, а в 1949 году окончил 10-й класс средней школы имени Жамбыла в городе Гурьев.
После окончания средней школы в 1949 году начал свою карьеру учителем математики в 5-7 классах школы им. В. И. Ленина в селе Мынтобе Новобогатского района. Проработал в той же школе до 1951 года, а в том же году поступил на физико-математический факультет Казахского государственного педагогического института им. Абая в Алматы.
В 1955 году начал свою трудовую деятельность преподавателем математического факультета Гурьевского педагогического института.
В 1958 году назначен деканом физико-математического факультета, старшим преподавателем кафедры математики института.
1961—1964. Аспирантура на кафедре дифференциальных уравнений физико-математического факультета Казахского государственного педагогического института им. Абая.
В 1972 году назначен ректором Гурьевского педагогического института.
С 1976 по 1986 год заведовал кафедрой «Математический анализ».
С 1986 по 1993 год декан физико-математического факультета.
Ученый умер в 2018 году

## Научные, литературные труды
89 статей по научной, научно-методической и учебной работе опубликовано в научных журналах Казахстана, ближнего и дальнего зарубежья, использованы в материалах научно-практических, методических конференций, газетах.
1. «Сборник задач и упражнений для курса математического анализа» Части I и II, 1998, 2000 гг.
2. «Математический анализ (введение в анализ)», 2006 г.
3. «Сборник задач и упражнений по теории функций комплексных переменных», 2004 г.
4. «Математический анализ (интегральное исчисление)» 2007 г.

## Награды и звания
1. Профессор (1992)
2. Медаль «За доблестный труд в ознаменование 100 летия со дня рождения В. И. Ленина» (1970)
3. Медаль «За доблестный труд в тылу во время В.О.В.».
4. Медаль «За трудовое отличие».
5. «Отличник высшего образования СССР» (1982)
6. Медаль «Ветеран труда» (1986)
7. Орден «Құрмет» (2007)
8. Юбилейная медаль «10 лет Независимости Республики Казахстан» (2001)
9. Юбилейная медаль «60 лет Победы в Великой Отечественной войне 1941—1945 гг.»
10. Юбилейная медаль «20 лет Независимости Республики Казахстан» (2011)
11. Юбилейная медаль «65 лет Победы в Великой Отечественной войне 1941—1945 гг.»
12. Нагрудный знак МОН РК «Ы. Алтынсарин»